# Carles VII de França
Carles VII de França el Victoriòs o el Ben Servit (París, 1403 – 1461), rei de França (1422-1461).

## Orígens familiars
Fill petit del rei Carles VI de França i de Elisabet de Baviera. Era net per línia paterna del rei Carles V de França i Joana de Borbó, i per línia materna del duc Esteve III de Baviera i Taddea Visconti. Pels matrimonis de les seves germanes s'emparentà amb els reis Ricard II d'Anglaterra i Enric V d'Anglaterra així com amb el duc Felip III de Borgonya.

## Origen dels seus sobrenoms
A Carles VII se'l coneix pel Victoriòs gràcies a la seva victòria davant els anglesos a la Guerra dels Cent Anys, així com el Ben Servit, per la seva habilitat d'envoltar-se dels millors consellers i fer-se valer d'ells per aconseguir les seves victòries.

## Els primers anys
El 1418, quatre anys abans de la mort del seu pare, el jove delfí hagué d'assumir la regència a l'edat de quinze anys a causa de la delicada salut mental del seu pare.
L'any següent el jove regent va presenciar com els partidaris del seu pare assassinaren el duc Joan I de Borgonya, cosí germà del rei francès, el qual s'havia revoltat contra el mateix rei i havia donat suport a la presència anglesa a França.
El 1420 pel Tractat de Troyes, emmarcat dins la Guerra dels Cent Anys, Carles VI de França va reconèixer Enric V d'Anglaterra com a hereu legítim del regne i va desheretar els seus fills. Així Felip III de Borgonya, fill de Joan I, va aconseguir fer valer les acusacions vers el delfí d'haver maquinat, maniobrat, incitat, preparat, dirigit i instigat l'assassinat del seu pare.

## Mort de Carles VI de França

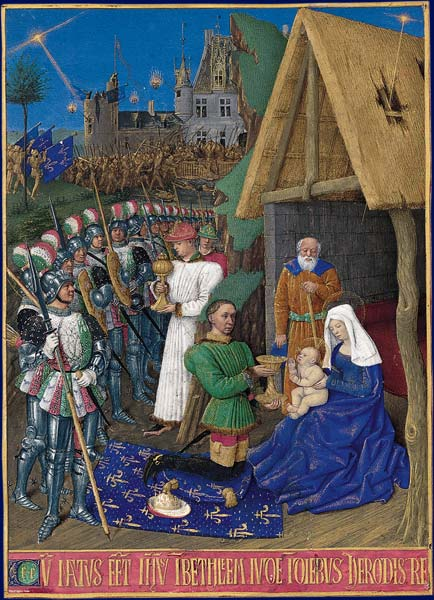
El pintor Jean Fouquet va pintar el rei Carles VII adorant el nen Jesús com un dels Reis Mags

A la mort del seu pare, un buit s'apoderà de França. Dos reis pugnaven pel tron, Carles VII com a hereu legítim i Enric VI d'Anglaterra com a hereu del seu pare Enric V, legitimitzat pel Tractat de Troyes: els Armagnacs oposats als Borgonyons.
En aquells moments el delfí Carles estava sota la tutela de Violant d'Aragó. Aquesta, partidària dels Armagnacs, s'oposà a les reclamacions de la reina vídua Elisabet de Baviera de retornar-lo a la cort parisenca. Joan de Lancaster, germà d'Enric V, va governar com a regent a Anglaterra alhora que va posar setge a la ciutat d'Orleans.
Violant d'Aragó va allunyar el màxim possible el delfí Carles de la seva família i el va prometre amb la seva pròpia filla Maria. Violant d'Aragó permeté la visita d'una jove donzella francesa al delfí al castell de Chinon el 25 de febrer de 1429. Aquesta donzella, de nom Joana d'Arc, va convèncer Carles de França que la permetés conduir un exèrcit contra Orleans per aixecar el setge.
Joana d'Arc a partir d'aquell moment es convertí en la valedora al tron del jove delfí. Amb els seus èxits va permetre aixecar el setge a Orleans i per la batalla de Patay el 17 de juliol de 1429 Carles va ser coronat rei a la catedral de Reims. Un any després Joana d'Arc fou capturada pels anglesos, i sotmesa a judici i cremada a la foguera.
Enric VI d'Anglaterra és francòfil i pacifista i tenia la sobirania sobre París i la Normandia. El 1435 el duc Felip III de Borgonya deixà l'aliança amb els anglesos i s'alià al costat de Carles VII de França, cosí seu pel tractat d'Arras, i reorganitza el regne. Amb aquesta ajuda va aconseguir fer fora els anglesos de la ciutat de París, quedant en les seves mans Montreau, que fou presa en 1437, i Pontoise, que caigué en 1441.
El rei Carles VII va assumir una enèrgica actitud i posició. Va fer miques el moviment revolucionari de la "Pragueria", iniciat pels nobles contra el seu poder totalitari. Entre el 1444 i el 1453 va aconseguir, amb l'ajuda de l'exèrcit, alliberar França del poder anglès, exceptuant l'enclavament de Calais.
Amenaçat per Alfons el Magnànim, el dux de Gènova el maig de 1458 va cedir la República de Gènova a Carles de França, convertint-lo en el ducat de Gènova sota el control del governador Joan II de Lorena, però la mort d'Alfons el Magnànim el 27 de juny del 1458 obligà a suspendre les operacions navals i a retirar-se. Gènova estigué sota control francès fins al març de 1461.

## Núpcies i descendents
El 1422 es va casar amb Maria d'Anjou, filla de Lluís II d'Anjou i Violant d'Aragó. D'aquesta unió nasqueren:
- el príncep Lluís XI de França (1423-1483), rei de França
- el príncep Joan de França (1424-1425)
- la princesa Radegonde de França (1428-1444)
- la princesa Caterina de Valois (1428-1446), casada el 1440 amb el duc Carles I de Borgonya
- el príncep Jaume de França (1432-1437)
- la princesa Violant de Valois (1434-1478), casada el 1452 amb el duc Amadeu IX de Savoia
- la princesa Joana de Valois (1435-1482), casada el 1452 amb Joan II de Borbó
- la princesa Margarida de França (1437-1438)
- la princesa Maria de França (1438-1439)
- la princesa Joana de França (1438-1446)
- la princesa Magdalena de França (1443-1486), casada el 1462 amb Gastó III de Castellbò
- el príncep Carles de Valois (1446-1472), duc de Berry i Normandia

Carles VII va morir el 22 de juliol de 1461 a Mehun-sur-Yèvre, departament de Cher, i fou enterrat a la Catedral de Saint-Denis